# Prospekt Mira-Radial'naja
Prospekt Mira (in russo Проспект Мира?), che significa Viale della Pace, è una stazione della Metropolitana di Mosca, situata sulla Linea Kalužsko-Rižskaja. Fu disegnata da V.V. Lebedev e P.P. Shteller e fu inaugurata il 1º maggio 1958. La stazione presenta pilastri ricoperti in marmo bianco e cornici in metallo. Le mura sono invece rivestite con piastrelle in ceramica con strisce nere orizzontali.
Dal 1958 al 1971 questa Prospekt Mira costituì il capolinea della Linea Kalužskaja (uno dei due rami in cui era inizialmente divisa la Linea Kalužsko-Rižskaja).
L'ingresso della stazione si trova sul lato ovest di Prospekt Mira (a nord di Protopopovskij Pereulok) al piano terra dell'edificio centrale della metropolitana.

## Interscambi
Da questa stazione è possibile effettuare il trasbordo a Prospekt Mira sulla Linea Kol'cevaja.